# GAMTEL FC
El Gamtel Football Club es un equipo de fútbol de Gambia que juega en la Liga de fútbol de Gambia, la liga de fútbol más importante del país.

## Historia
Fue fundado en el año 1998 en la capital Banjul y su nombre se debe a su principal patrocinador, la empresa Gamtel, dedicada a las telecomunicaciones. Ha sido campeón de liga dos veces y ha sido campeón de Copa en 4 ocasiones en 6 finales jugadas.
A nivel internacional ha participado en 4 torneos continentales, en los cuales nunca ha superado la Primera Ronda.

## Palmarés
- Liga de fútbol de Gambia: 2

2015, 2017/18
- Copa de fútbol de Gambia: 4

2010, 2011, 2012, 2013
- Supercopa de Gambia: 1

2015

## Participación en competiciones de la CAF
| Temporada | Torneo                       | Ronda      | Club            | Casa  | Visita | Global      |
| --------- | ---------------------------- | ---------- | --------------- | ----- | ------ | ----------- |
| 2012      | Copa Confederación de la CAF | Preliminar | Casa Sport      | 1-0   | 0-1    | 1-1 (4-3 p) |
| 2012      | Copa Confederación de la CAF | 1          | AS Real Bamako  | 1-0   | 1-3    | 2-3         |
| 2013      | Copa Confederación de la CAF | Preliminar | HLM             | 3-1   | 2-1    | 5-2         |
| 2013      | Copa Confederación de la CAF | 1          | CS Sfaxien      | 1-3   | 2-4    | 3-7         |
| 2014      | Copa Confederación de la CAF | Preliminar | RSLAF           | 2-0   | 1-0    | 3-0         |
| 2014      | Copa Confederación de la CAF | 1          | Difaa El Jadida | 0-2   | 0-4    | 0-6         |
| 2016      | Liga de Campeones de la CAF  | Preliminar | OC Khouribga    | 1-2   | 1-2    | 2-4         |
| 2018/19   | Liga de Campeones de la CAF  | Preliminar | CS Constantine  | 0-1   | 0-0    | 0-1         |
| 2020/21   | Copa Confederación de la CAF | Preliminar | TAS Casablanca  | w.o.1 | 0-1    | 0-1         |

1- GAMTEL abandonó el torneo.